# Schubertgipfel
Der Schubertgipfel ist ein 2579 m hoher Berg im ostantarktischen Königin-Maud-Land. Im Borg-Massiv ragt er unmittelbar östlich des Ovbratten auf.
Entdeckt, aus der Luft fotografiert und benannt wurden sie bei der Deutschen Antarktischen Expedition 1938/39 unter der Leitung des Polarforschers Alfred Ritscher. Namensgeber ist Otto von Schubert (1886–1971), Hauptabteilungsleiter Nautik der Deutschen Seewarte.